# Acantopsis
Acantopsis – rodzaj ryb z rodziny piskorzowatych (Cobitidae), występujących w południowo-wschodniej Azji. Spotykane w hodowlach akwariowych.

## Klasyfikacja
Gatunki zaliczane do tego rodzaju:
- Acantopsis choirorhynchos – cierniooczek długonosy[3]
- Acantopsis dialuzona
- Acantopsis guttatus
- Acantopsis multistigmatus
- Acantopsis octoactinotos
- Acantopsis thiemmedhi

Gatunkiem typowym jest Acantopsis dialuzona.

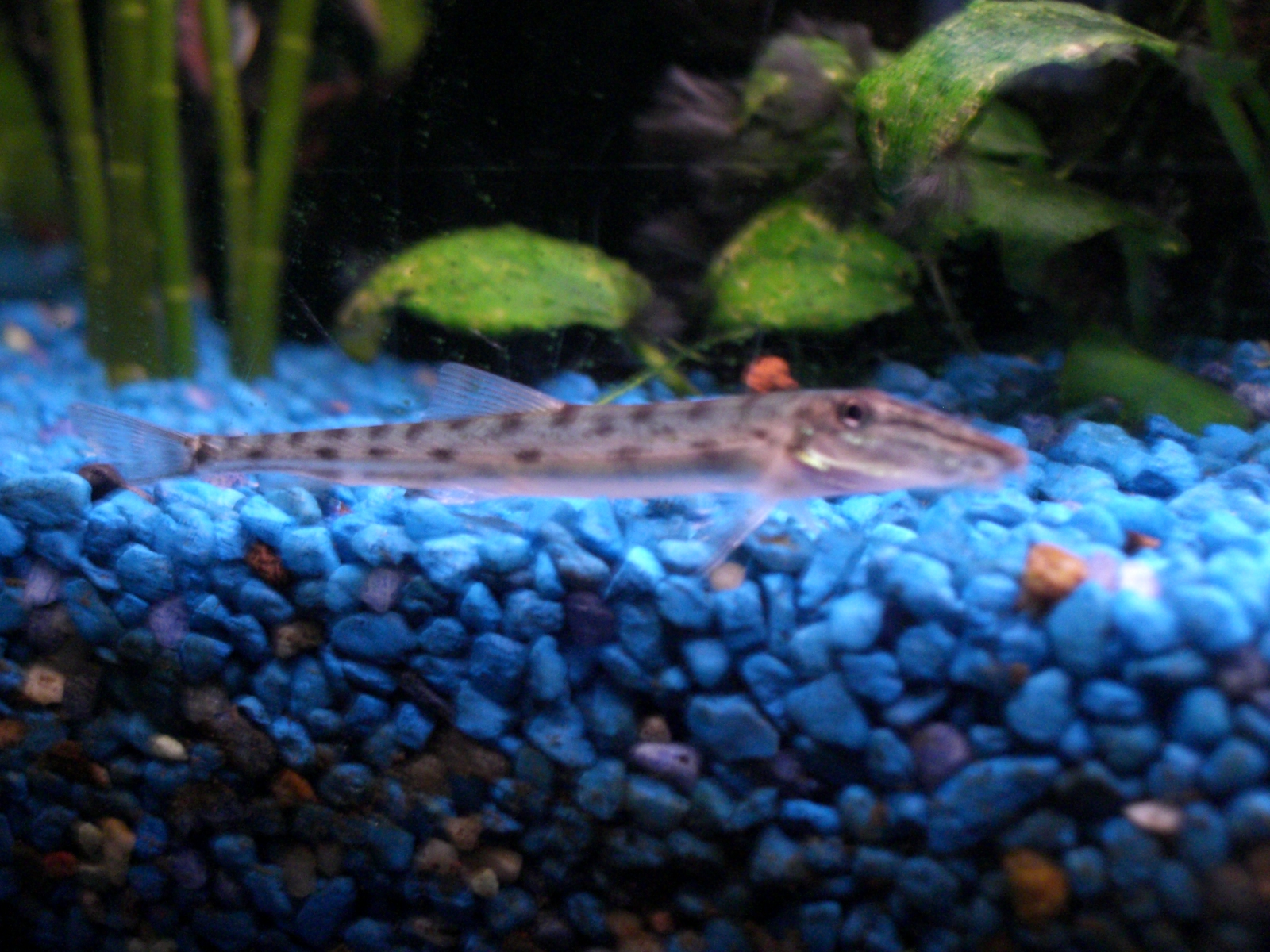
Acantopsis dialuzona